# Гаудиоз Неаполитанский
Гаудио́з Неаполитанский (итал. Gaudioso di Napoli, от позднелат. gaudiosus — радующийся, радостный), или Гаудиоз Африканский (итал. Gaudioso Africano) (умер ок. 455 года) — католический святой из Карфагена, деятельность которого связана с Неаполем. Дата канонизации неизвестна, день памяти — 27 октября.

## Биография
Урождённый Септимий Целий Гаудиоз (Septimius Celius Gaudiosus) был епископом Абитины (Abitine, Abitinia) — небольшого селения, расположенного в предместье Карфагена (современный Тунис). Во время вандальских гонений Гейзериха на христиан в 439 г. бежал совместно с Кводвультдеусом, епископом Карфагенским, из Карфагена в Неаполь. В Неаполе Гаудиоз расположился в районе холма Каподимонте, где основал первый в Италии монастырь по уставу Августина (не сохранился).
Агиография также приписывает Гаудиозу перенос в Неаполь мощей святой Реституты Карфагенской., которые ныне почивают в кафедральном соборе Неаполя.
В VI веке мощи святого Гаудиоза были захоронены в катакомбах святого Януария. Одно из кладбищ этих катакомб носит имя святого Гаудиоза (см. Катакомбы Сан-Гаудиозо).